# قلعة وينشستر

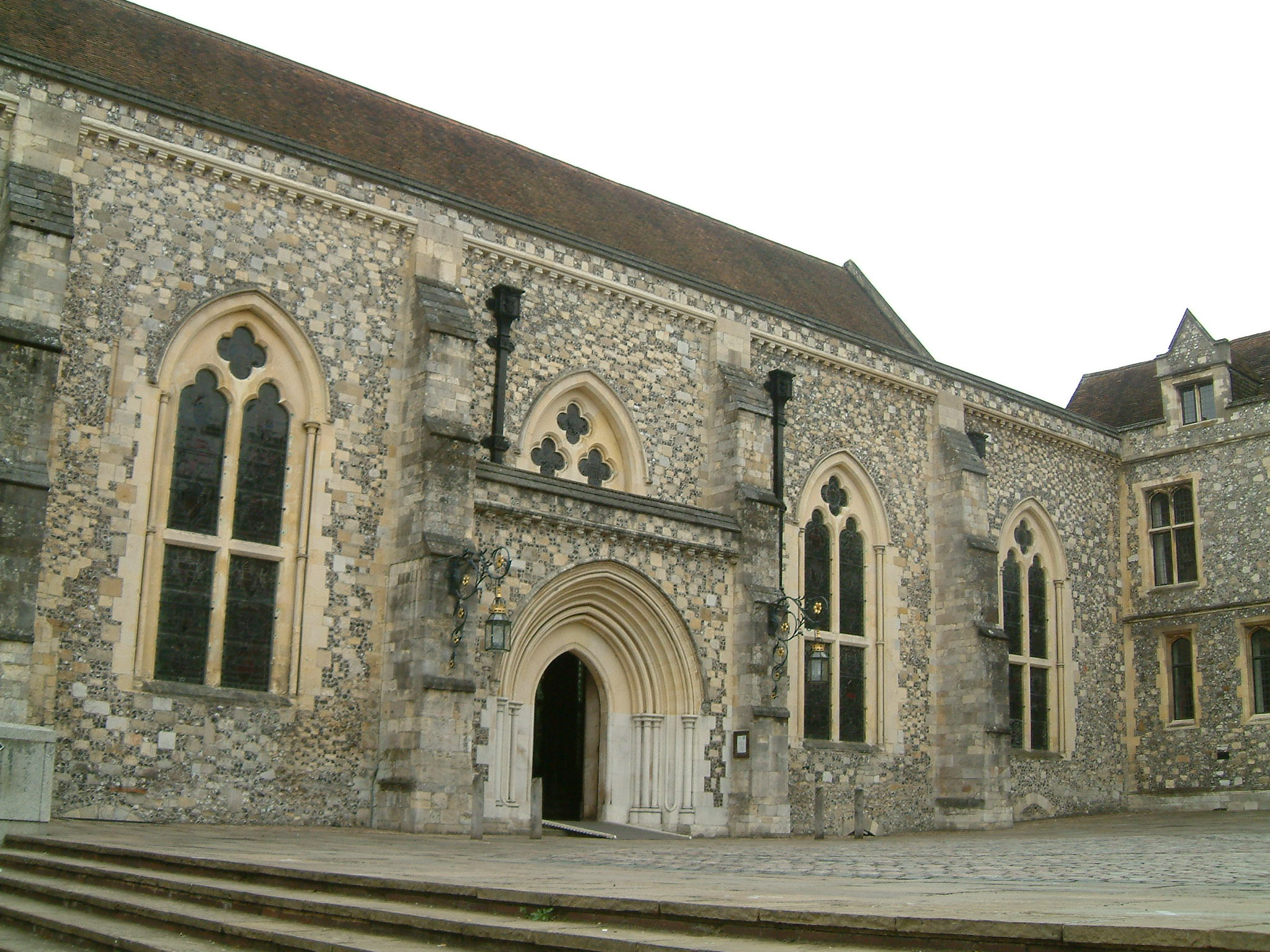
القاعة الكبرى في قلعة وينشستر، والتي بناها هنري الثالث.

بنيت  قلعة وينشستر  في العصور الوسطى في هامبشاير في إنجلترا، حيث تأسست في عام 1067. لم يبق منها سوى القاعة الكبرى، والتي أصبحت تضم متحفًا لتاريخ وينشستر.

## القلعة في التاريخ
في عام 1302، شبّ حريق مروع قضى على الغرف الملكية في القلعة، ونجا منه إدوارد الأول وزوجة مارغريت بأعجوبة.
في 17 نوفمبر 1603، حوكم والتر رالي بتهمة الخيانة في قاعتها الكبرى. كما استخدم الفرسان الملكيون القلعة في الحرب الأهلية الإنجليزية، إلى أن وقعت في أيدي البرلمانيين في عام 1646، فأمر أوليفر كرومويل بتدمير القلعة.
منذ عام 1889، أتخذت قلعة وينشستر مقرًا لمجلس مقاطعة هامبشاير.

## معرض صور

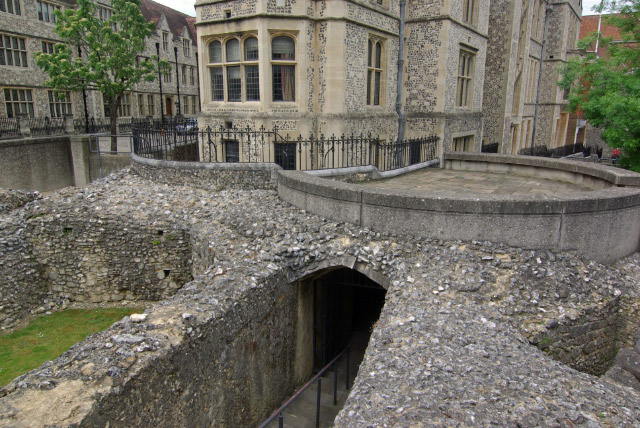
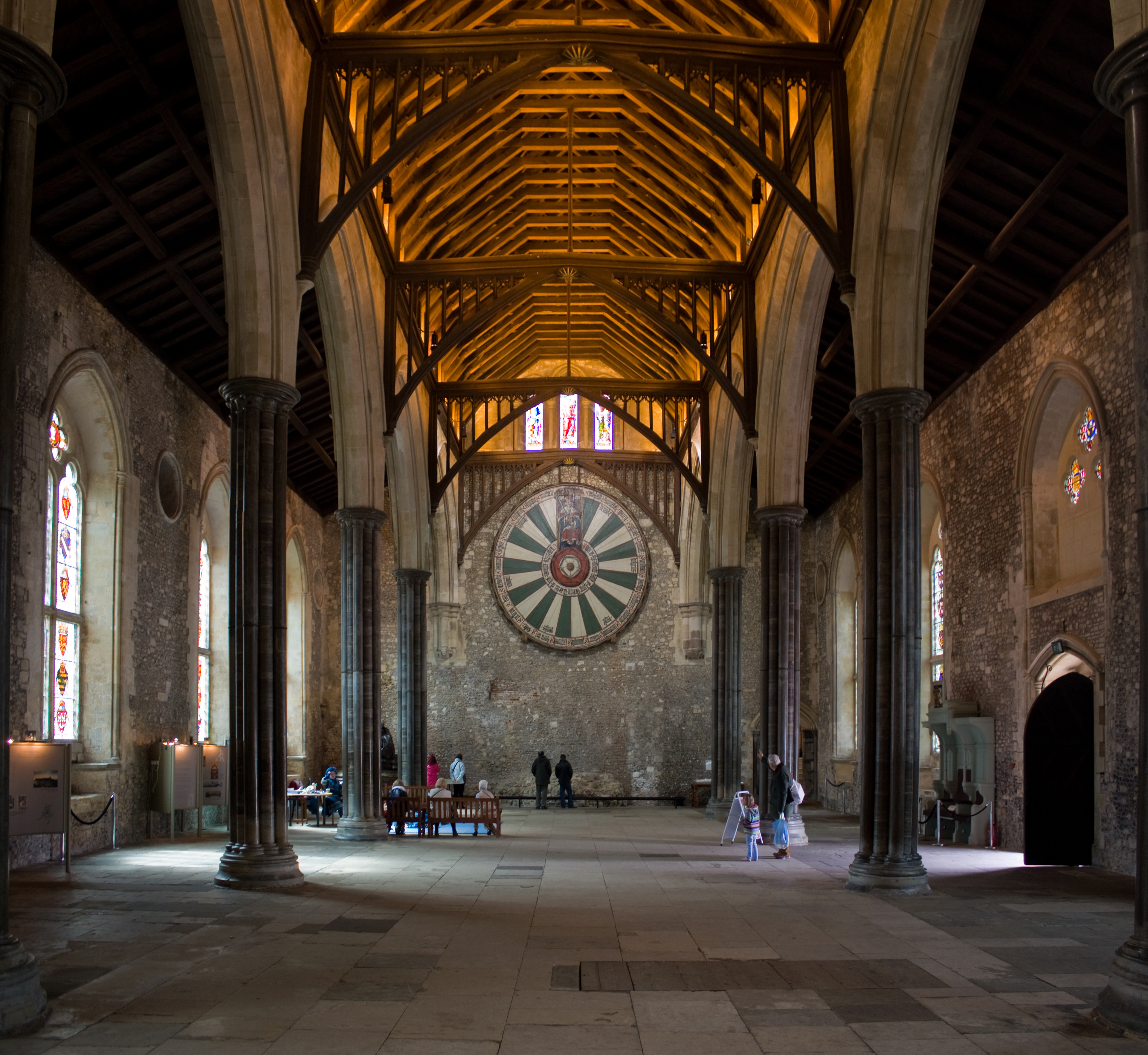
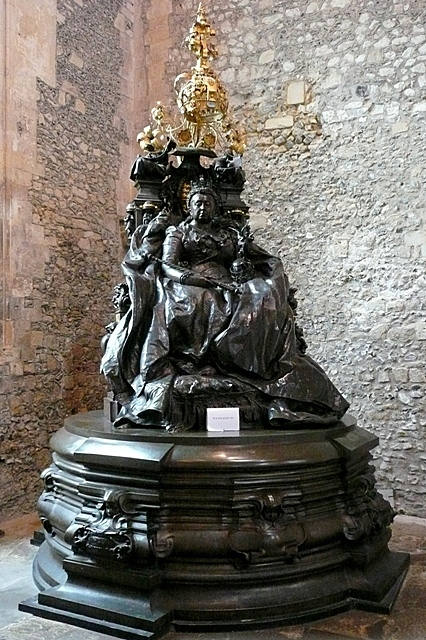
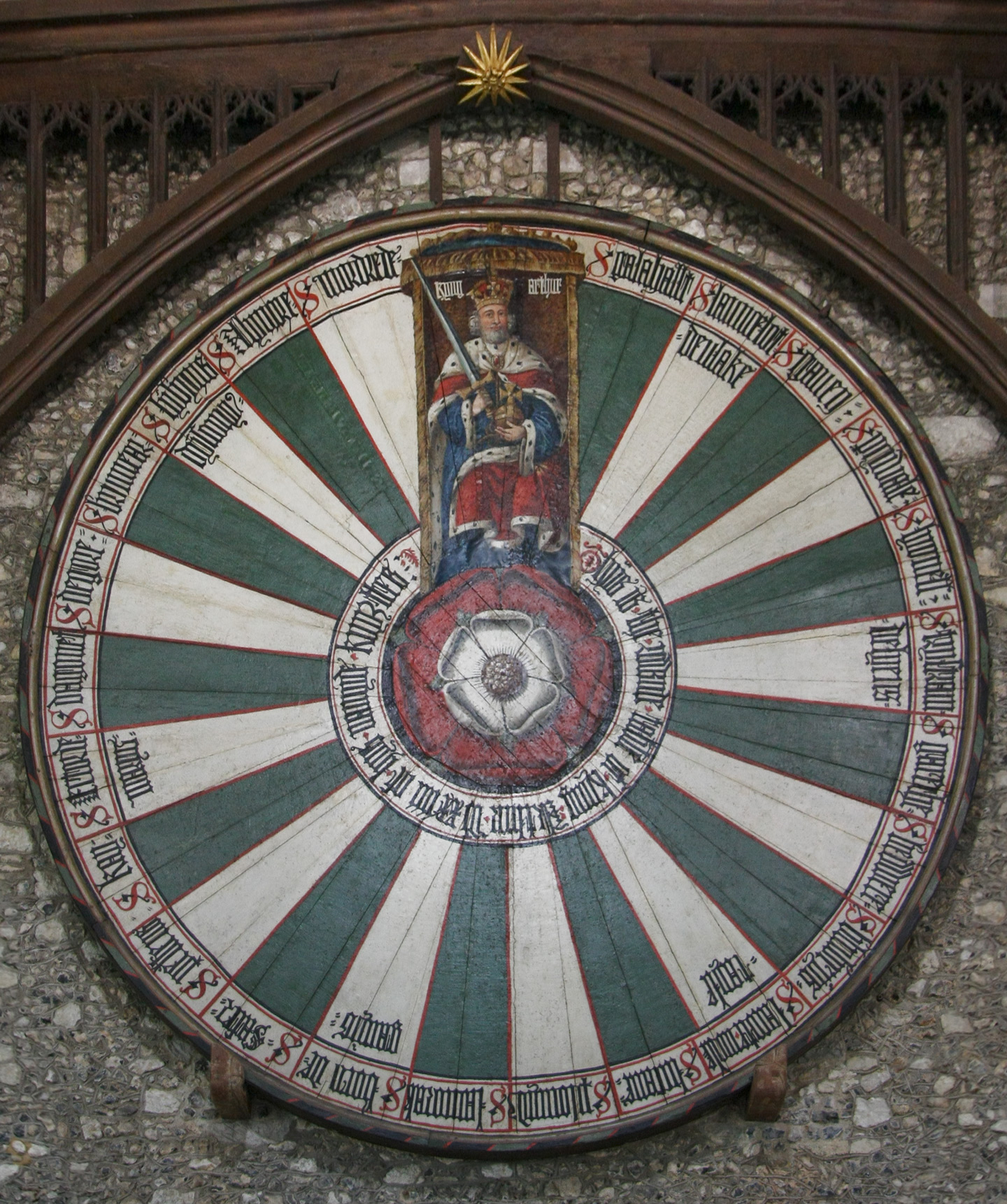